# Cornelia Corba

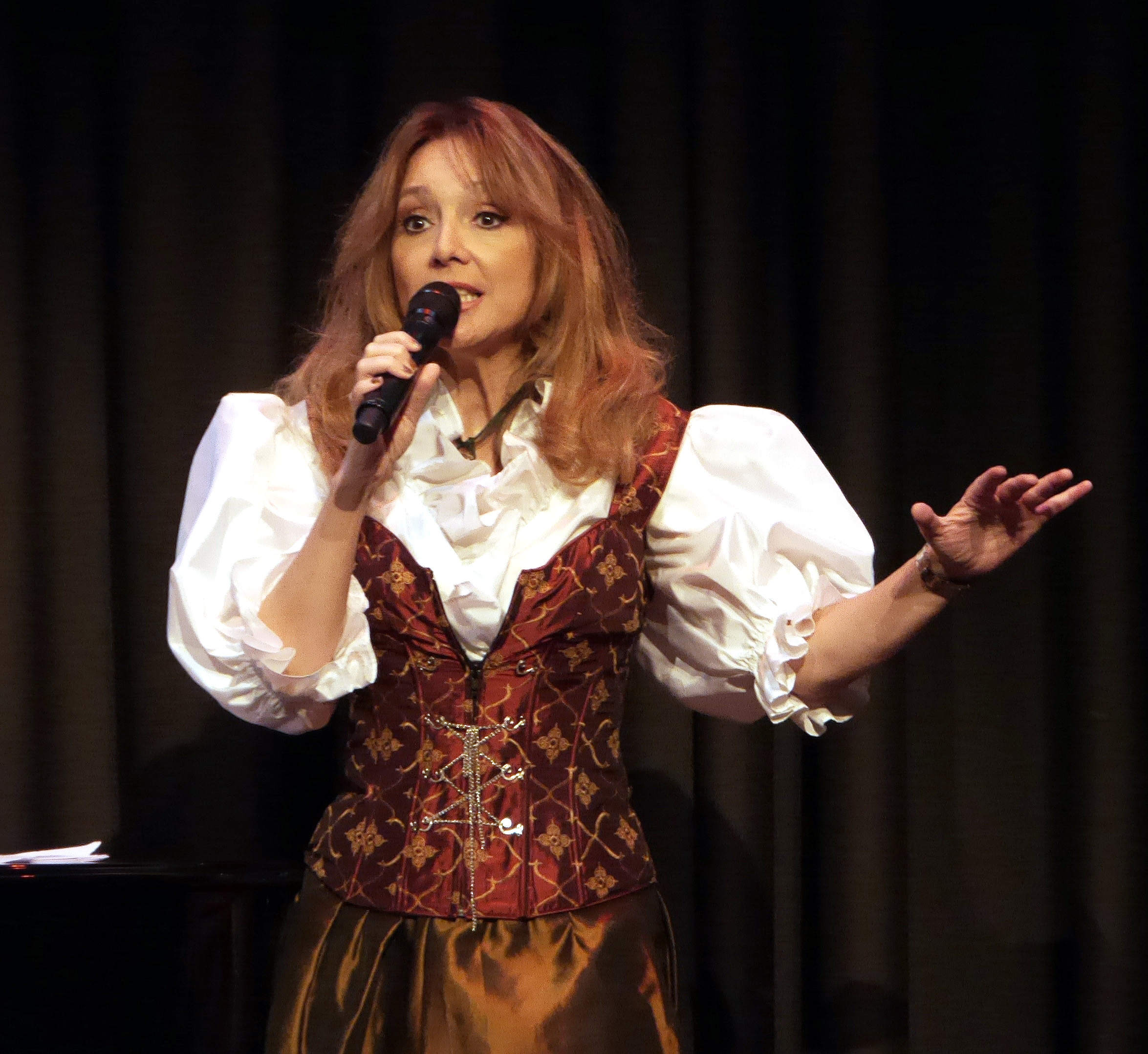
Cornelia Corba (2014)

Cornelia Corba (* 9. März 1969 in München), früher auch Cornelia Korba, geborene Cornelia Bayr, ist eine deutsche Schauspielerin.

## Leben
Corba wurde am 9. März 1969 als Cornelia Bayr in München geboren. Ab ihrem fünften Lebensjahr bekam sie Ballett- und Musikunterricht (Gitarre, Klavier, Schlagzeug). Im Alter von zwölf Jahren wurde sie jüngstes Mitglied am Richard-Strauss-Konservatorium München. Drei Jahre später spielte sie Gitarre an der Bayerischen Staatsoper und begann eine Schauspielausbildung. Mit 17 Jahren bekam Corba einen Musicalnachwuchspreis im Berliner Theater des Westens. Sie erhielt ein Stipendium für Musical von Prof. August Everding am Deutschen Theater München und studierte in London Tanz und Gesang.
Nach ersten Filmrollen als Kind wurde Corba durch den Kinofilm Nich’ mit Leo mit Jürgen von der Lippe einem breiteren Publikum bekannt. Sie spielte in mehr als 100 Fernseh-Produktionen mit, u. a. in neun Tatorten. Ihre erste Filmhauptrolle an der Seite von Peter Sattmann erhielt sie in dem Fernsehfilm Das Ziel. Filmkomödien wie Der Goldjunge und Es bleibt alles in der Familie folgten. Durchgehende Serienrollen spielte sie in den TV-Serien Der Trotzkopf, Familienbande, Moselbrück, Almenrausch und Pulverschnee, Eine Frau wird gejagt, Sylvia – Eine Klasse für sich und in über 40 Folgen der TV-Serie Die Rote Meile.
Auf der Bühne spielte Corba in über 25 Theaterproduktionen, Klassik, Moderne, Boulevard und Musical (u. a. Kiss Me, Kate, Feuerwerk). 2011 wurde sie als June Carter in dem Johnny-Cash-Musical (Inthega-Preis 2009) an der Komödie im Bayerischen Hof in München mit dem AZ-Stern für Schauspiel und Gesang ausgezeichnet.
Konzerte führten sie vom europäischen Starfestival in Knokke (Belgien) über Amerika bis in die Südsee. Sie setzte sich bei Kirchentagen in Berlin und München mit afrikanischen Volksliedern gegen die Apartheid ein. Sie gibt Chanson- und Weihnachtskonzerte und veröffentlichte die CD Weihnachtslounge. 
Corba lebte bis zu dessen Tod mit Thomas Fuchsberger zusammen. Nach dem Tod ihrer Schwester zog sie deren Sohn groß.

## Filmografie (Auswahl)
- 1980: Tatort – Streifschuß
- 1982: Tatort – Kindergeld
- 1983: Der Trotzkopf (Miniserie, Episode Hochzeit)
- 1984: Die Krimistunde (Fernsehserie, Folge 9, Episode: "Selbstmordmarathon")
- 1985: Der Alte – Wiederholungstäter
- 1987: Zur Freiheit (Fernsehserie, Episode Besondere Tage)
- 1987–1990: Moselbrück (zwei Staffeln)
- 1988: Tatort – Tödlicher Treff
- 1988: Goldjunge (Kinofilm)
- 1989: Löwengrube (Fernsehserie, Episode Abgründe)
- 1990: Ein Fall für zwei – Roter Freitag
- 1990, 1992: Der Fahnder (Fernsehserie, 2 Episoden)
- 1991: Tatort – Rikki
- 1991: Zwei Schlitzohren in Antalya (Fernsehserie)
- 1991, 1993: Ein Schloß am Wörthersee (Fernsehserie, 2 Episoden)
- 1992: Rosen für Afrika
- 1992: Die Zwillingsschwestern aus Tirol
- 1992: Tatort – Bienzle und der Biedermann
- 1993: Almenrausch und Pulverschnee (Miniserie, Episode Die Väter aus Tirol)
- 1994, 2002: Die Wache (Fernsehserie, 2 Episoden)
- 1995: Nich’ mit Leo (Kinofilm)
- 1996: Ein Fall für zwei – Miese Tricks
- 1996: Der Alte – Schatten der Vergangenheit
- 1996: Der Alte – Schlüssel zum Mord
- 1997, 2002: Großstadtrevier (Fernsehserie, 2 Episoden)
- 1998: Tatort – In der Falle
- 1998: Der Mann für alle Fälle – Die Hure Babylon
- 1998: Tatort – Gefallene Engel
- 1998: Winnetous Rückkehr
- 1998: Sylvia – Eine Klasse für sich (Fernsehserie)
- 1998: Im Namen des Gesetzes (Fernsehserie, Episode Die Geisel)
- 1999: In aller Freundschaft (Fernsehserie, Folgen Schmetterlinge im Bauch, Stunden der Entscheidung)
- 1999–2001: Die Rote Meile (Fernsehserie)
- 2000: Nicht mit uns
- 2003: Der Auftrag – Mordfall in der Heimat (Fernsehfilm)
- 2004: Ein Fall für zwei – Gigolo
- 2004: Forsthaus Falkenau (Fernsehserie, Episode Lebensträume)
- 2004, 2008: Die Rosenheim-Cops (Fernsehserie, 2 Episoden)
- 2005: SOKO Wismar (Fernsehserie, Episode La Paloma)
- 2009: SOKO 5113 (Fernsehserie, Episode Pfadfinder)
- 2010: Tatort: Unsterblich schön
- 2012: SOKO Kitzbühel (Fernsehserie, Episode Jungbrunnen)
- 2013: Marilyn forever (dvd)
- 2014: Belauschte Stadt (dvd)
- 2015: Dahoam is Dahoam (Fernsehserie)
- 2016: Der Preis des Ruhms (dvd)
- 2017: Alexandra – Ihre Lieder, ihr Leben (dvd)
- 2018: Gisela, das Sterntalerkind (dvd)

## Theatrografie
- 2018 Gisela, das Sterntalerkind, Gasteig München
- 2017 Alexandra – ihre Lieder, ihr Leben, Gasteig München
- 2016 Corba goes Schlager, Wintertollwood Festival München
- 2016 Anti Apartheid, Afrikanische Folksängerin, Afrika/Karibik Festival Gauting
- 2016 Hommage an Alexandra, Classic Open Festival Leipzig
- 2016 Preis des Ruhms – Alexandra, Sommertollwood Festival München
- 2015 Belauschte Stadt – Chansonsängerin, Sommertollwood Festival München